# Marian Jaroczyński

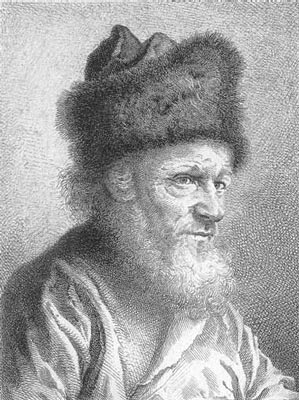
Starzec w czapce futrzanej (Bătrân cu căciulă de blană), gravură de M. Jaroczyński

Marian Jaroczyński (n. 24 iulie 1819, Toruń - d. 14 ianuarie 1901, Poznań) a fost un pictor, sculptor și grafician de origine poloneză. A studiat la Academia de Arte Frumoase din Berlin.
Lucrări cunoscute:
- II Traktat toruński (1873)
- Wielkopolanka (1885)
- Portret własny (1889)
- Rybak znad Gopła
- Portret męski